# 李凯 (商人)
李凯（1962年—），美籍华人，商人，曾于2016年至2024年间被中国当局羁押。

## 人物经历
1962年，李凯在中国上海出生，27岁赴美留学，其后归化美国国籍。他经营着一家出口公司，向美国航空航天公司出售太阳能电池及相关技术。
2016年9月，李凯返回上海，计划拜祭去世满周年的母亲。然而刚抵达上海浦东国际机场，李凯就被中国当局以涉嫌危害国家安全名义带走，之后被指定居所监视居住，禁止会见外交人员。2018年7月，李凯在长达1个小时的秘密审判中被判间谍罪，获刑10年；律师表示当局称李凯获取的国家机密，实际上可以在中国的互联网公开查阅。随后，李凯在上海市青浦监狱服刑。据李凯家人2022年向美国官员透露，李凯关押在狭小牢房，与另外11名囚犯共处一室，每天只有在接受嚴重急性呼吸綜合症冠狀病毒2型检测的时候离开牢房，每周活动时间不足一小时。他们表示李凯在狱中患上中风、高血压、慢性胃炎、带状疱疹等疾病，身体状况堪忧。此外，李凯每月只能会见家属一次，每次时间只有几分钟。
李凯服刑期间，他的家人曾在2019年公开请求各方帮助，其中包括请求美国总统唐纳德·特朗普在大阪参加G20峰会的时候向中国当局提出释放李凯的要求。最终，2024年11月，李凯在中美两国的交换囚犯行动中获释。